# Nayaka
Een nayaka (नायक, nāyaka, Tamil: nayanar, heer, leider) of nayak was een militaire commandant in India. Hoewel de titel al voorkomt in oudere literatuur als de Arthashastra heeft deze vooral bekendheid gekregen als commandant van Telugu-strijders en als gouverneur van het Vijayanagararijk. Enkelen van deze laatsten wisten zoveel macht te vergaren dat er sprake was van nayaka-koninkrijken. De reputatie van de zuidelijke nayaka is vergelijkbaar met die van de noordelijke rajputs.

## Vijayanagararijk
Het Vijayanagararijk kende een lange geschiedenis van strijd waarbij het vrijwel het gehele zuiden van India wist te veroveren. Dit was het geval onder Devaraya II (1422-1446) die daartoe onder meer moslimhuurlingen opnam in zijn leger. De koningen van de onderworpen Chola's en Pandya's konden veelal aanblijven als vazallen, maar na de dood van Devaraya II kwamen de Gajapati's in opstand terwijl het Bahmanidenrijk grote delen van het rijk wist te veroveren. Onder Saluva Narasimha (1485-1491) konden de tegenslagen slechts deels gekeerd worden, maar toen hij overleed, waren zijn zoons te jong om hem op te volgen. Daarop nam diens generaal Narasa Nayaka de macht over en deze wist de vijanden te beteugelen. Na zijn dood in 1503 volgde opnieuw een onrustige periode. Onder Krishnadevaraya (1509-1529) bleef het rijk bedreigd, maar hij wist de externe vijanden te beteugelen en het kwam tot grote veroveringen. Intern perkte Krishnadevaraya de macht van de vazallen in door brahmaanse commandanten aan als gouverneurs. Naast deze nayaka's werden ook troepen geworven bestaande uit Portugese en moslimhuurlingen en werden er op lagere niveaus polygars aangesteld. De Portugese reiziger Fernão Nunes noemde enkele gouverneurs, waaronder Saluva Narasingha Nayaka en Saluva Timmarasu. 
Ondanks deze poging om de macht te centraliseren, wisten enkele nayaka's de macht echter naar zich toe te trekken. Dit was niet altijd even succesvol. Nagama Nayaka werd door Krishnadevaraya naar Madurai gestuurd om de rebellerende Virasekhara Chola te verslaan. Na dit tot een succesvol einde te hebben gebracht, riep Nagama Nayaka zichzelf echter uit tot heerser van Madurai. Hij werd echter verslagen door zijn eigen zoon Visvanatha Nayaka die door Krishnadevaraya was gestuurd. Visvanatha bestuurde het gebied daarna voor het Vijayanagararijk en werd opgevolgd door zijn zoon Kumara Krishnappa Nayak. Nadat het Vijayanagararijk in 1565 tijdens de Slag van Talikota belangrijk verzwakt was door de sultanaten van de Dekan ontstond zo het koninkrijk Madurai dat onder Tirumala Nayaka (1623-1659) een grote omvang wist te bereiken.
Naast dit koninkrijk ontstonden er na 1565 meerdere nayaka-koninkrijken geregeerd door voormalige gouverneurs. In het land van de Tamils waren naast Madurai nog twee belangrijke nayaka-koninkrijken. Rond Thanjavur deelde Sevappa in 1565 het gouverneurschap met zijn oudste zoon Achuthappa in wat zou uitgroeien tot het koninkrijk Thanjavur. Het koninkrijk Gingee dat ontstond rond Gingee bleef daarentegen van bescheiden omvang.
In Karnataka bevonden zich twee belangrijke koninkrijken. In het noorden van de West-Ghats bestuurde Sadashiva Nayaka het gebied rond Keladi om zijn hoofdstad later te verplaatsen naar Ikkeri. Dit koninkrijk Ikkeri zou onder Venkatappa Nayaka (1586-1629) uitgroeien tot een gebied met bijna de omvang van het Vijayanagararijk. In 1565 was de Timmaraja Wodeyar II (1553-1573) aan de macht in wat het koninkrijk Mysore zou worden. Het bestond toen echter nog maar uit 33 dorpen met een legertje van 300 man. Kanthirava Narasaraja I (1638-1659) en Chikka Devaraja (1672-1704) wisten het grondgebied echter sterk toe te laten nemen.
Wat er over was van het Vijayanagararijk viel verder uiteen na de door van Venkata II in 1614. Zijn opvolger Sriranga II werd niet door iedereen geaccepteerd en een tien jaar durende burgeroorlog volgde waarbij verschillende koninkrijken tegenover elkaar stonden, onder meer tijdens de Slag bij Toppur in 1616. De Aravidu-dynastie wist uiteindelijk aan de macht te blijven, maar in de jaren 1630 volgde opnieuw een successieoorlog die het rijk verzwakte dat al onder constante druk stond van Bijapur en Golkonda tot uiteindelijk Sriranga III als laatste koning verslagen werd. Zo overleefden de nayaka-koninkrijken het Vijayanagararijk waar ze uit ontstaan waren.